# Lower Kalskag
Lower Kalskag es una ciudad ubicada en el Área censal de Bethel en el estado estadounidense de Alaska. En el Censo de 2010 tenía una población de 282 habitantes y una densidad poblacional de 63,67 personas por km².

## Geografía
Lower Kalskag se encuentra en las coordenadas 61°30′44″N 160°21′29″O / 61.51222, -160.35806. Según la Oficina del Censo de los Estados Unidos, Lower Kalskag tiene una superficie total de 4.43 km², de la cual 3.16 km² corresponden a tierra firme y (28.65%) 1.27 km² es agua.

## Demografía
Según el censo de 2010, había 282 personas residiendo en Lower Kalskag. La densidad de población era de 63,67 hab./km². De los 282 habitantes, Lower Kalskag estaba compuesto por el 2.48% blancos, el 0.35% eran afroamericanos, el 92.2% eran amerindios, el 0% eran asiáticos, el 0% eran isleños del Pacífico, el 0% eran de otras razas y el 4.96% pertenecían a dos o más razas. Del total de la población el 0% eran hispanos o latinos de cualquier raza.

## Localidades adyacentes
El siguiente diagrama muestra a las localidades más próximas a Lower Kalskag.